# Hewitsonia magdalenae
Hewitsonia magdalenae är en fjärilsart som beskrevs av Henry Stempffer 1951. Hewitsonia magdalenae ingår i släktet Hewitsonia och familjen juvelvingar. Inga underarter finns listade i Catalogue of Life.